# Власов, Виктор (хоккеист)
Виктор И. Власов (род. 1934) — советский хоккеист, нападающий.

## Биография
Выступал за команды «Спартак» Свердловск (195758 — 1962/63), «Металлург» Новокузнецк (1963/64), «Строитель» Темиртау (1967/68).
В чемпионате СССР провёл пять сезонов (1957/58, 1959/60 — 1963/64), забил 50 шайб. Лучший снайпер «Спартака» в сезонах 1960/61 и 1961/62.